# Do It Like a Dude
Do It Like a Dude е дебютният сингъл на великобританската изпълнителка Джеси Джей, издаден през ноември 2010 г. Той е част от нейния дебютен албум – Who You Are, който излиза само няколко месеца по-късно.